# Conflicte Israel-Líban
El conflicte entre Israel i el Líban descriu una sèrie d'enfrontaments militars entre Israel, el Líban, i les diverses milícies no oficialment estatals que actuen dins del Líban.
L'Organització d'Alliberament de Palestina (OLP) recluta militants al Líban d'entre les famílies de refugiats palestins que abandonaren Israel 1948. el 1968, l'OAP i Israel cometeren atacs fronterers mutus. Després que la direcció de l'OAP i del seu braç armat Fatah foren expulsats de Jordània per fomentar un cop d'estat, van entrar al Líban i la violència va augmentar. Mentrestant, les tensions demogràfiques en el Pacte Nacional Libanès condueix a la guerra civil libanesa (1975 - 1990). La intervenció Israeliana de 1978 al Líban no detén els atacs dels palestins, però una nova intervenció el 1982 aconsegueix l'expulsió de l'OAP. Israel es retira a una primera zona fronterera d'amortiment, que es va realitzar amb l'ajut de militants de l'Exèrcit del Sud del Líban (SLA). el 1985, un moviment de resistència Chii libanès patrocinat per l'Iran, autodenominat Hezbollah, va instar a la lluita armada per posar fi a l'ocupació d'Israel de territori libanès. Quan la guerra civil libanesa va acabar i les parts bel·ligerants van acordar el desarmament, Hezbollah i el SLA s'hi van negar. La lluita entre Hezbollah i el debilitat SLA per la decisió d'Israel de retirar-se del Líban va portar a un col·lapse de l'SLA. Aquests xocs van provocar l'ingrés a les fronteres de forces de separació de l'ONU. El segrest de dos soldats israelians per part del Hezbollah van provocar el 2006 una nova intervenció d'Israel al Líban coneguda com la Segona Guerra del Líban. El seu alto el foc exigeix el desarmament de Hezbollah i la resta dels campaments armats de l'OAP, per així el Líban poder controlar la seva frontera sud militarment per primera vegada en quatre dècades.
Les hostilitats es van suspendre a partir del 8 de setembre de 2006 però es van reprendre breument durant uns conflictes fronterers el 3 d'agost de 2010 que provocaren un mort israelià i dos libanesos. Hezbollah no ha anunciat a data de 2011 el seu desarmament.